# Danny Hyde
Danny Hyde – eksperymentalny muzyk i twórca remiksów. Hyde brał udział w produkcji i miksowaniu szeregu albumów grupy Coil, w tym Horse Rotorvator, Love's Secret Domain, The Remote Viewer i Black Antlers. Hyde współpracował też z Psychic TV. Remiksy Hyde’a ukazały się na albumach Nine Inch Nails: Fixed, Closer To God, Further Down the Spiral i reedycji The Downward Spiral. Remiks utworu „Closer” Nine Inch Nails pojawił się w filmie Davida Finchera Se7en. W solowym projekcie Hyde’a, Aural Rage, wspierali go członkowie Coila: John Balance i Peter Christopherson.